# Auto-IDラボ
Auto-IDラボ（Auto-ID Labs）ネットワークは、RFIDネットワークと新しいセンシング技術のフィールド研究グループである。
研究室は、異なる4大陸にある7つの研究大学から成り、日本の研究拠点であるAuto-IDラボ・ジャパンは、慶應義塾大学に設置されている。
Auto-IDセンターは、1999年に設立され、開発したネットワークはEPCglobalが支援して、企業のサプライチェーンのアイテム識別においてRFIDとElectronic Product Code（EPC）を使うためにGS1、GS1 US、ウォルマート、ヒューレットパッカードなどがサポートする提案の中心にある。
専門とする範囲は、RFIDに関連するビジネス研究から、ハードウェア、ソフトウェアと多岐にわたる。
| サブスタブ | この項目は、まだ閲覧者の調べものの参照としては役立たない、書きかけの項目です。この項目を加筆・訂正などしてくださる協力者を求めています。このテンプレートは分野別のサブスタブテンプレートやスタブテンプレート（Wikipedia:分野別のスタブテンプレート参照）に変更することが望まれています。 |